# Norbert Köster
Norbert Köster (* 1967 in Ibbenbüren) ist ein deutscher römisch-katholischer Geistlicher und Hochschullehrer. Köster war von 2016 bis 2018 Generalvikar im Bistum Münster. Seit 2019 ist er Professor für Historische Theologie und ihre Didaktik an der Universität Münster. 

## Leben
Norbert Köster wurde als zweitjüngstes Kind des Bundestagsabgeordneten Gottfried Köster und seiner Frau, einer ausgebildeten Sozialarbeiterin, geboren und wuchs mit fünf Schwestern in Rheine auf. Er studierte Theologie in Münster (1986–1988 und 1989–1991) und an der Dormitio-Abtei in Jerusalem (1988/1989). 1992 wurde er zum Diakon geweiht. 1993 folgte nach dem Diakonatsjahr in Billerbeck die Priesterweihe. Danach war er Kaplan in Sendenhorst (1993–1997) und Warendorf (1997–2000), gleichzeitig Diözesankurat der Deutschen Pfadfinderschaft Sankt Georg. 2000 wurde er Leiter des Deutschen Studentenheims in Münster. Von 2005 bis 2007 war er Diözesanjugendseelsorger sowie Diözesanpräses des Bundes Deutscher Karneval-Jugend. 2006 promovierte er in Kirchengeschichte. 2007 wurde er für das Habilitationsstudium freigestellt und war Subsidiar in St. Josef (Münster-Kinderhaus) und St. Marien (Münster-Sprakel). Von 2013 bis 2016 war er Akademischer Oberrat am Lehrstuhl für Mittlere und Neuere Kirchengeschichte. Im Mai 2015 habilitierte er sich und wurde zum Privatdozenten ernannt. Von 2016 bis 2018 war er als Nachfolger von Norbert Kleyboldt Generalvikar der Diözese Münster. Er stand zuvor kurz davor, einen Ruf an die Theologische Fakultät der Universität Linz anzunehmen. Im Amt des Generalvikars folgte ihm ab 1. Oktober 2018 Klaus Winterkamp.
Von 2016 bis 2019 war Köster Mitglied des Domkapitels am St.-Paulus-Dom in Münster.
Seit dem 1. November 2019 bekleidet er die Professur für Historische Theologie und ihre Didaktik an der Katholisch-Theologischen Fakultät der Westfälischen Wilhelms-Universität Münster.